# حقوق جزای اسلامی
حقوق جزای اسلامی عبارت است  از مجموعه قواعدی همگانی و همیشگی که شریعت اسلام برای پیشگیری از وقوع جرم و تأمین سلامت و صیانت مردم و برقراری عدالت و حفظ نظم و امنیت در جامعه به وسیله قرآن و سنت اسلامی مقرر داشته‌است. به عبارت دیگر مقررات کیفری اسلام را که شارع مقدس آن در این جهان برای گناهکاران یا جنایت‌کاران تعیین نموده‌است اعم از آن که مربوط باشد به گناهانی که دارای کیفر خاصی می‌باشند یا به گناهان دیگر، و اعم از این که کیفر جنایت، بدنی باشد یا مالی، حقوق جزای اسلامی می‌نامند.

## تقسیمات جزای اسلامی
برای گناهان اسلامی در کتاب‌های فقهی کیفرهای زیر آمده‌است:
1. حدود (جمع حد):گناهان و جرائم مهمی که شارع اسلام برای آن‌ها جزا(کیفر) در نظر گرفته شده‌است عبارتند از:زنا، سحق- قیاده، قذف، نوشیدن مسکرات، دزدی، محاربه، ارتداد.
2. تعزیرات:کیفرهائی هستند که کم‌وکیف آن‌ها از طرف شارع اسلام تعیین نشده‌است، و به حاکم شرع اجازه داده‌است که به مصلحت خویش مرتکب گناه را تادیب کند.
3. قصاص:عبارت است از انتقام بدنی از کسی که جنایتی را به صورت عمد و عدوان مرتکب شده‌است.
4. دیات (جمع دیه):غرامت و خسارت مالی را که شخص مرتکب در جنایتها و صدمات غیر عمدی باید بپردازد دیات می‌گویند.